# Fantastische verhalen (Borges)

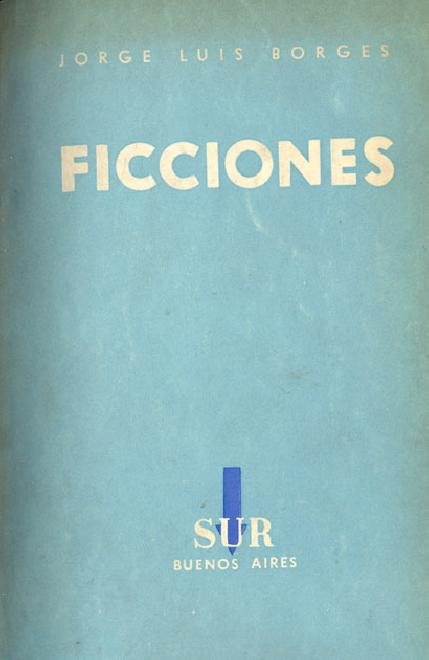
Ficciones, uitgave 1944.

Fantastische verhalen (originele Spaanse titel:Ficciones) is een verhalenbundel van de Spaanstalige Argentijnse schrijver Jorge Luis Borges. Het geldt als een van de belangrijkste werken in Spaans-Amerikaanse fantastische literatuur van de twintigste eeuw en volgens menigeen in de wereldliteratuur. ‘Le Monde’ koos het boek in 1996 in een overzicht van de beste literaire werken uit de twintigste eeuw en in 2002 werd het opgenomen in de lijst van beste 100 boeken uit de wereldliteratuur, samengesteld door de Zweedse Academie.

## Uitgave-geschiedenis
De eerste zeven verhalen uit de bundel verschenen in 1941 onder de titel De tuin met zich splitsende paden (El Jardín de senderos que se bifurcan). In 1944 werden onder de titel Kunstgrepen (Artificios) zes verhalen toegevoegd, gezamenlijk met de vorige uitgegeven onder de titel Fantastische verhalen. In de tweede editie (1953) werden nogmaals drie verhalen toegevoegd.
De laatste Nederlandse vertaling van Fantastische verhalen, uit 1988, is van Barber van de Pol.

## De verhalen
- Deel 1: De tuin met zich splitsende paden
  - Voorwoord
  - Tlön, Uqbar, Orbis Tertius (1940)
  - Pierre Menard, schrijver van de Quichot (1939)
  - De ronde ruïnes (1940)
  - De loterij van Babylonië (1941)
  - Onderzoek naar het werk van Herbert Quain (1941)
  - De bibliotheek van Babel (1941)
  - De tuin met zich splitsende paden (1941)
- Deel 2: Kunstgrepen
  - Prologue
  - Funes de allesonthouder (1942)
  - De vorm van het zwaard (1942)
  - Het thema van de verrader en de held (1944)
  - De dood en het kompas (1942)
  - Het geheime wonder (1943)
  - Drie versies van Judas (1944)
  - Het einde (1953, vanaf 2e editie)
  - Het geheim van de Feniks (1952, vanaf 2e editie)
  - Het Zuiden (1953, vanaf 2e editie)

## Typering
Borges' Fantastische verhalen worden gerekend tot het genre van de fantastische literatuur, maar hebben duidelijk ook een filosofische en mystieke inslag. Niettegenstaande het feit dat het lezen van de verhalen vaak een behoorlijke intellectuele inspanning vereist, worden ze tegelijkertijd gekenmerkt door een lichte verteltrant en door humor. Quasi nonchalant vervlecht Borges realiteit en droom en presenteert hij fundamentele problemen als een spel, waarbij hij de lezer vaak misleidt en 'op het verkeerde been zet'. Het labyrint, als metafoor voor de complexe wereld, is een regelmatig terugkerend thema in zijn verhalen, Bewust schept hij een nieuw perspectief op de werkelijkheid, onder meer door een vermenging van bronnen waarop hij zich beroept: sommige daarvan zijn makkelijk te achterhalen, andere zijn volkomen apocrief of zo moeilijk op te sporen dat de lezer voortdurend twijfelt aan de authenticiteit.
Door een weloverwogen en geprononceerd gebruik van literaire middelen benadrukt Borges steeds het fictieve karakter van zijn verhalen en van de literatuur in het algemeen.
Veel van Borges' verhalen zijn geschreven in de eerste persoon, waarbij hij vaak ook zijn eigen naam gebruikt. Vaak betreft het deelpersoonlijkheden van hemzelf, welke hij verre van idealiseert. Uiteindelijk blijken veel van zijn vertellers te falen.